# Tuhoowo
Tuhoowo is een bestuurslaag in het regentschap Nias Selatan van de provincie Noord-Sumatra, Indonesië. Tuhoowo telt 395 inwoners (volkstelling 2010).